# 須山浅間神社
須山浅間神社（すやませんげんじんじゃ）は、静岡県裾野市にある神社。旧社格は郷社。全国にある浅間神社の一社。登記上の宗教法人名称は浅間神社（せんげんじんじゃ）。
「富士山－信仰の対象と芸術の源泉」の構成資産の一部として世界文化遺産に登録されている。登録名称は「須山浅間神社」である。

## 祭神

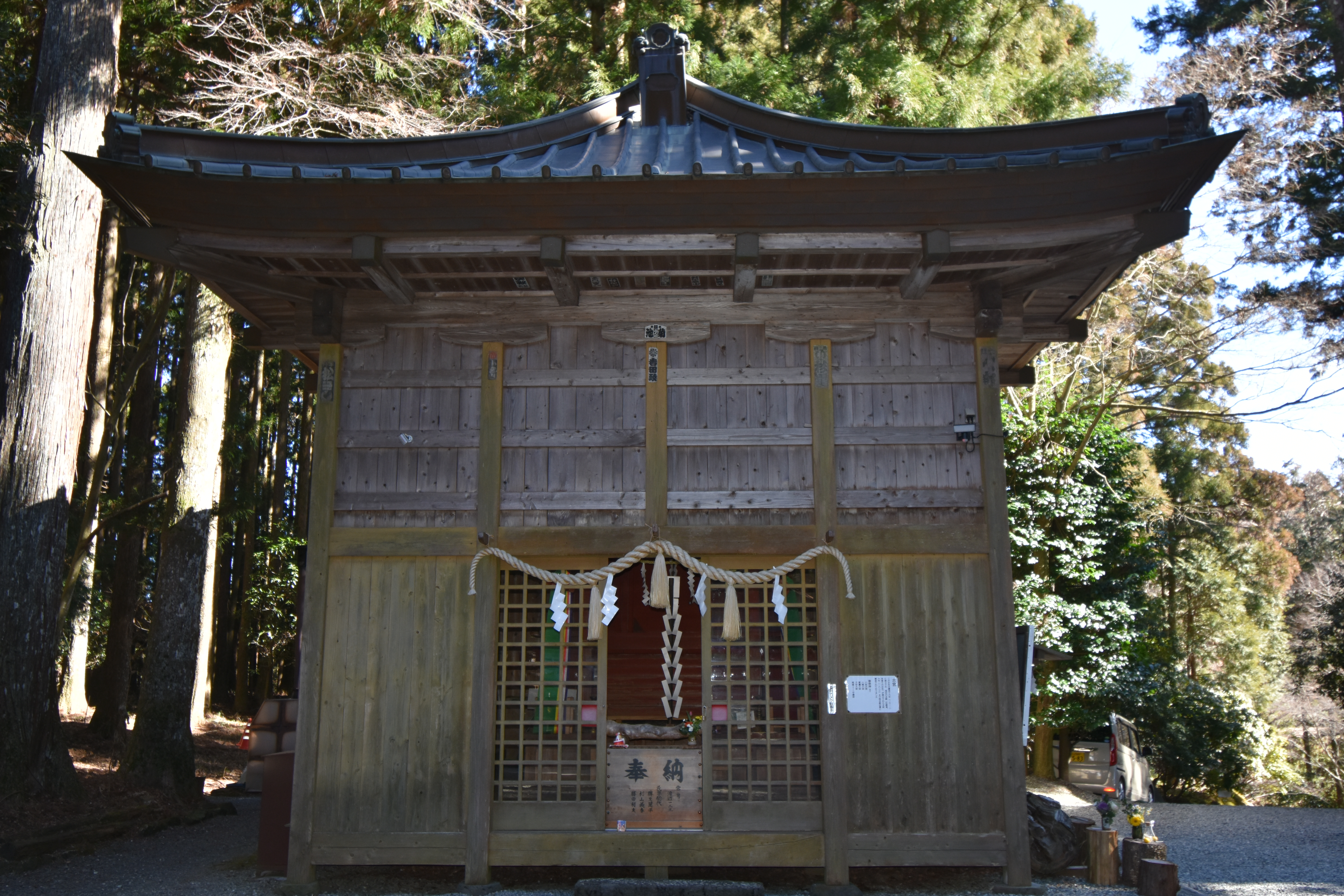
古宮

- 木花咲耶姫命[1]
- 天津彦穂ニニギ命[2]
- 大山祇命[2]

## 由緒
日本武尊の東征のおりに建造されたと社殿旧記に残っており、蘇我稲目が欽明13年（552年）に再興したとされる。

## 概要
古くは「珠山」と称し、須山口に鎮座する浅間神社である。富士山本宮浅間大社に伝わる正治2年（1200年）の『末代証拠三ケ所立会証文』には「東口珠山」「南口大宮」「北口吉田」の記載がある。また下記の通り、文明18年（1486年）に道興が書いた『廻国雑記』に「すはま口」として記録として残る。
この記録から、鎌倉時代から室町時代には須山口が存在していたことが確認されている。須山口は宝永4年（1707年）の宝永大噴火で甚大な被害を被り、一部ルートの変更を余儀なくされ、完全に復興するに至ったのは安永9年（1780年）のことであった。登山道や周辺の宗教施設も須山浅間神社が管理を行っていた。
現在の社殿は文政6年（1823年）に再建されたものである。社伝では神代あるいは、第12代景行天皇40年(110年）に創建されたと伝わるが、遅くても大永4年（1524年）には存在していたことが確認されている。
現在の拝殿は2013年（平成25年）に改修されたものである。

## 文化財

### 史跡
- 国の史跡「富士山」に包括

## 現地情報
所在地
- 静岡県裾野市須山柳沢722

交通アクセス
- 鉄道
  - 最寄駅：JR御殿場線岩波駅からタクシー約21分(10Km)
  - JR御殿場線御殿場駅から富士急シティバス十里木、ぐりんぱ、イエティ方面行バスで約25分、津土井下車、徒歩5分
  - 東海道新幹線 三島駅からタクシーで約35分(20Km)。または富士急シティバス十里木、ぐりんぱ、イエティ方面行き約50分、須山下車、徒歩10分
- 車
  - 東名高速道路 裾野ICから約16分(8.6Km)